# Змей с надуваемой передней кромкой

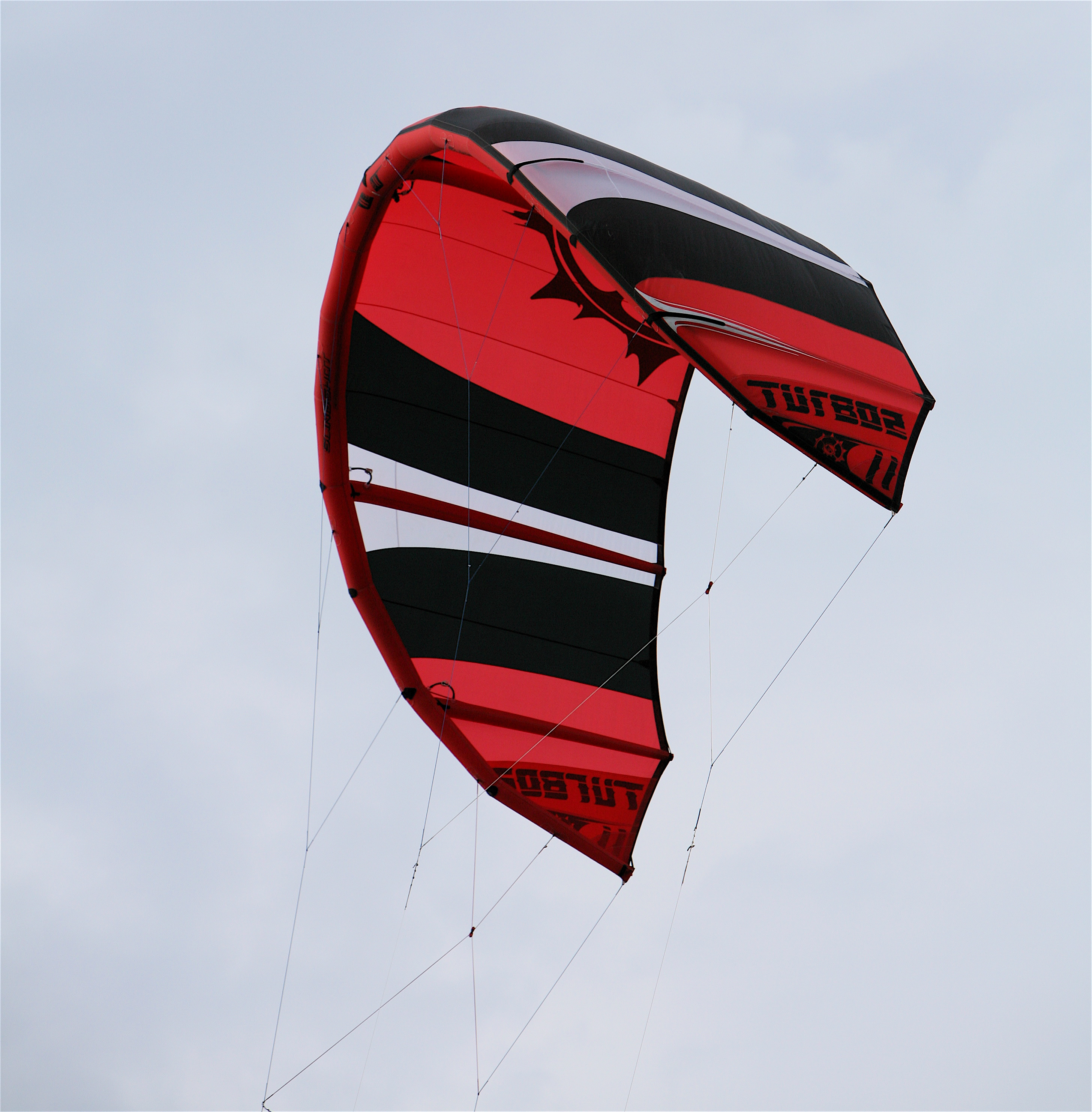
Змей с надуваемой передней кромкой

Змей с надуваемой передней кромкой (от англ. leading edge inflatable kite, LEI-kite (надувастик, баллонник, кайт) — разновидность воздушного змея (кайта), используемого в кайтсёрфинге. Надувные баллоны, расположенные вдоль передней кромки и перпендикулярно ей, образуют каркас такого кайта и облегчают его использование на воде. В отличие от другого популярного типа кайта — фойл-кайта — "баллонник" также не имеет открытых полостей, которые могут заполниться водой.
По типу "баллонники" подразделяются на C-кайты и SLE-кайты (от англ. support of the leading edge). В кайтах первого типа силовые стропы крепятся только к углам, не влияя на форму передней кромки. Кайт в результате этого принимает форму арки. В SLE-кайтах присутствует стропная система, крепящаяся к передней кромке, что позволяет делать форму кайта более плоской.